# Humlegården & Blomstergården

Humlegården & Blomstergården är ett byggnadskomplex i Sylte i södra Trollhättan som rymmer olika omsorgsverksamheter. Byggnadskomplexet invigdes i november 1987, och bestod då enbart av sjukhem, servicelägenheter och hemtjänst. Idag består verksamheten av dagverksamhet/terapi, servicelägenheter, gruppboenden, sjukhem, hemvård, hemsjukvård samt kök och är ett av Trollhättans största omsorgscenter. Sedan 2005 har också Nöjespatrullen, dagverksamhet för personer med funktionsnedsättning, sin verksamhet förlagd till Humlegården där de bland annat underhåller, genom sång och musik, högläsning med mera, och driver kioskverksamhet för de boende.

## Uppståndelsen kring stängningen av "98:an"
2003, 2004 och 2005 skapade Trollhättans stad stor uppståndelse när man behövde spara in på omsorgsförvaltningens budget genom att stänga ner gruppboendet kallat "98:an" på området. Trots kraftiga protester från anhöriga, personal och andra oberoende aktörer genomfördes beslutet. Knappt ett år senare återöppnades "98:an" igen, eftersom det rådde platsbrist i kommunen, med det nya namnet Lupinen, vilket återigen rev upp starka känslor och heta debatter.

## Översikt över verksamheterna

### Humlegården
- Sjukhem med 16 lägenheter
- Servicehus med 30 lägenheter
- Dagverksamhet/terapi med gymnastik
- Hemvård som täcker upp stadsdelarna Sylte, Skoftebyn, Eriksro (del av Karlstorp) och Stubbered
- Hemsjukvården, två distriktssköterskor som täcker upp samma område som hemvården ovan, med undantag för kvällar och helger då samtliga distriktssköterskor i kommunen arbetar kommunövergripande och utgår då ifrån Tallbacken
- Kök, som förutom att de servar Humlegårdens och Blomstergårdens boende med mat, även servar flera andra äldreboenden med mat i Trollhättan. Hemvården bär ut mat till boende i egna hus/lägenheter som har insatsen "matdistribution" beviljad enligt Socialtjänstlagen, Sol.
- Nöjespatrullen som har till uppgift att ge inte bara personer med funktionsnedsättningar en meningsfull syssla genom att bedriva bl.a. en kiosk, musikverksamhet samt div. assistans med bl.a. enklare reparationer av cyklar och rullstolar, samt underhålla de äldre runt om på Humlegården & Blomstergården.

### Blomstergården
Består av sex stycken trevåningshus med totalt 144 lägenheter. Varje hus och våningsplan är specialiserade inom olika delar, exempelvis demens, stroke och somatiska sjukdomar. Husen i sig själva är typiska för gruppbostäder för äldre där varje boende har eget rum med badrum. Därutöver finns gemensamt kök med matvrå samt allrum.

### Övriga verksamheter
På området finns också fyra trappuppgångar med boende för personer med olika funktionsnedsättningar, deras verksamhet styrs i huvudsak av Särskilda omsorgen med viss assistans från administrationen, hemvården och hemsjukvården på området. Sedan 2006 har ansvaret för enskilda insatser enligt exempelvis LSS (Lagen om särskilt stöd) med flera andra där enskilda brukare beviljats insatser i form av personlig assistent, ledsagare, kontaktman med mera övergått från respektive verksamhetsområdes administration till kommunövergripande administration direkt från Omsorgsförvaltningen i Stadshuset.